# Bothynotrechus
Bothynotrechus is een geslacht van kevers uit de familie van de loopkevers (Carabidae). De wetenschappelijke naam van het geslacht is voor het eerst geldig gepubliceerd in 1972 door Moore.

## Soorten
Het geslacht Bothynotrechus omvat de volgende soorten:
- Bothynotrechus castelnaui (Sloane, 1920)
- Bothynotrechus lynx Moore, 1972